# سی بمل مینور
سی بمل مینور (انگلیسی: B-flat minor) با مخفف (B♭m) یک گام مینور بر پایهٔ نت سی بمل است.

## تعریف
گام سی بمل مینور بر سه نوع : مینور تئوریک (طبیعی)، مینور هارمونیک و مینور ملودیک استوار است و گام بزرگ نسبی آن، ر بمل ماژور است و دارای پنج علامت بمل در سرکلید است.
- نت‌های گام سی بمل مینور طبیعی به ترتیب عبارتند از : سی بمل، دو، ر بمل، می بمل، فا، سل بمل، لا بمل.

- در گام سی بمل مینور هماهنگ (یا سی بمل مینور هارمونیک)، نت «لا بمل» نیم پرده کروماتیک به بالا تغییر می‌کند.

- در صورتی که درجات ششم و هفتم در حالت بالا رونده نیم پرده کروماتیک به بالا تغییر کند و در حالت پایین رونده به حالت اصلی خود برگردد، سی بمل مینور نغمگی (یا سی بمل مینور ملودیک) است.

## آثار در سی بمل مینور
- آداجو برای سازهای زهی
- سونات ۲ پیانو (شوپن)
- کنسرتو پیانو شماره ۱ (چایکوفسکی)